# Thubten Gjaco
Thubten Gjaco (tyb.: ཐུབ་བསྟན་རྒྱ་མཚོ་, Wylie: thub bstan rgya mtsho, ZWPY: Tubdain Gyaco; ur. 12 lutego 1876, zm. 17 grudnia 1933) – XIII dalajlama, duchowy i polityczny przywódca narodu tybetańskiego.
Urodził się w roku 1876, a w roku 1878 został rozpoznany jako inkarnacja Dalajlamy. W roku 1879 został koronowany w pałacu Potala, jednak rzeczywistą polityczną władzę przejął w roku 1895. Wyszedł cało z zamachu, za który skazano na śmierć regenta. Na jego panowanie przypada inwazja brytyjska przeprowadzona przez Francisa Younghusbanda w roku 1904. Brytyjczycy po zawarciu korzystnego dla siebie traktatu wycofali się, ale Dalajlama uciekł wówczas do Mongolii, kontrolujący zaś ją Chińczycy zgodzili się, by czasowo został pozbawiony swych uprawnień. Następnie jednak po odwiedzeniu przez niego Pekinu i otrzymaniu instrukcji pozwolono mu wrócić do Lhasy – w oczach Chińczyków był jednak już tylko ich wasalem. W roku 1910 Tybet zaatakował chiński generał Zhao Erfeng, i tym razem Dalajlama uciekł do brytyjskich Indii. Chińska władza w Tybecie załamała się jednak w wyniku Rewolucji Xinhai, która obaliła cesarstwo, i w 1912 roku Dalajlama powrócił do Tybetu. Po tych wydarzeniach stosunki pomiędzy Tybetańczykami i Brytyjczykami stawały się coraz bardziej przyjazne. Dalajlamie nie udało się osiągnąć porozumienia z Chinami, które nadal pretendowały do zwierzchności nad Tybetem. Rozpoczął on formowanie nowoczesnej milicji i wojska. Nadal wrogie były stosunki Tybetu z Nepalem, a napięcia pomiędzy Dalajlamą a panczenlamą Thubten Chökyi Nyima doprowadziły do ucieczki tego ostatniego do Chin w roku 1923. XIII Dalajlama zmarł 17 grudnia 1933 roku.